# Lawrence Coughlin
Robert Lawrence Coughlin (Wilkes-Barre, 11 aprile 1929 – Mathews, 30 novembre 2001) è stato un politico statunitense, membro della Camera dei Rappresentanti per lo stato della Pennsylvania dal 1969 al 1993.

## Biografia
Nato a Wilkes-Barre, Coughlin era il nipote del politico Clarence Dennis Coughlin. Studiò all'Università di Yale, dove fu compagno di corsi di George H. W. Bush, poi conseguì un master in business administration presso la Harvard Business School e infine si laureò in giurisprudenza. Prestò servizio militare nei marines durante la guerra di Corea, dove fu sottoposto di Lewis B. Puller.
Mentre lavorava come avvocato, si dedicò alla politica con il Partito Repubblicano e nel 1964 fu eletto all'interno della Camera dei rappresentanti della Pennsylvania, dove rimase due anni per poi passare al Senato di stato della Pennsylvania.
Nel 1968, quando il deputato Richard Schweiker lasciò la Camera dei Rappresentanti per candidarsi al Senato, Coughlin si candidò per il seggio e riuscì a farsi eleggere. Negli anni successivi gli elettori lo riconfermarono per altri undici mandati, finché nel 1992 annunciò la sua volontà di non candidarsi ulteriormente e lasciò il Congresso dopo ventiquattro anni.
Dopo aver lasciato il seggio, Coughlin tornò ad esercitare la professione di avvocato. Morì nel 2001 in Virginia e fu seppellito nel cimitero nazionale di Arlington.